# Кемплиш
Кемплиш (фр. Kemplich) насеље је и општина у Француској у региону Лорена, у департману Мозел.
По подацима из 2011. године у општини је живело 160 становника, а густина насељености је износила 28,88 становника/km².

## Демографија
| 1962. | 1968. | 1975. | 1982. | 1990. | 2011. |
| ----- | ----- | ----- | ----- | ----- | ----- |
| 153   | 185   | 163   | 159   | 137   | 160   |